# Boks na Letnich Igrzyskach Olimpijskich 1992
Boks na Letnich Igrzyskach Olimpijskich 1992 w Barcelonie odbył się w dniach 26 lipca – 9 sierpnia w hali Pavelló Club Joventut Badalona. W zawodach udział wzięło 336 pięściarzy (samych mężczyzn) reprezentujących 78 państw. Tabelę medalową zawodów wygrali bokserzy z Kuby, którzy zdobyli siedem złotych medali. Zawody bokserskie zostały rozegrane po raz dziewiętnasty w historii igrzysk olimpijskich. 

## Medaliści

### Waga papierowa (– 48 kg)
| Medal  | Pięściarz       |
| ------ | --------------- |
| złoto  | Rogelio Marcelo |
| srebro | Daniel Petrow   |
| brąz   | Jan Quast       |
| brąz   | Roel Velasco    |

### Waga musza (– 51 kg)
| Medal  | Pięciarz      |
| ------ | ------------- |
| złoto  | Choi Chol-su  |
| srebro | Raúl González |
| brąz   | István Kovács |
| brąz   | Tim Austin    |

### Waga kogucia (– 54 kg)
| Medal  | Pięściarz        |
| ------ | ---------------- |
| złoto  | Joel Casamayor   |
| srebro | Wayne McCullough |
| brąz   | Ri Gwang-sik     |
| brąz   | Muhammad Aszik   |

### Waga piórkowa (– 57 kg)
| Medal  | Pięściarz            |
| ------ | -------------------- |
| złoto  | Andreas Tews         |
| srebro | Faustino Reyes López |
| brąz   | Husajn Sultani       |
| brąz   | Ramaz Paliani        |

### Waga lekka (– 60 kg)
| Medal  | Pięściarz             |
| ------ | --------------------- |
| złoto  | Óscar de la Hoya      |
| srebro | Marco Rudolph         |
| brąz   | Namjilyn Bayarsaikhan |
| brąz   | Hong Sung-sik         |

### Waga lekkopółśrednia (– 63,5 kg)
| Medal  | Pięściarz        |
| ------ | ---------------- |
| złoto  | Héctor Vinent    |
| srebro | Mark Leduc       |
| brąz   | Jyri Kjäll       |
| brąz   | Leonard Doroftei |

### Waga półśrednia (– 67 kg)
| Medal  | Pięściarz             |
| ------ | --------------------- |
| złoto  | Michael Carruth       |
| srebro | Juan Hernández Sierra |
| brąz   | Anibal Acevedo        |
| brąz   | Arkhom Chenglai       |

### Waga lekkośrednia (– 71 kg)
| Medal  | Pięściarz         |
| ------ | ----------------- |
| złoto  | Juan Carlos Lemus |
| srebro | Orhan Delibas     |
| brąz   | György Mizsei     |
| brąz   | Robin Reid        |

### Waga średnia (– 75 kg)
| Medal  | Pięściarz       |
| ------ | --------------- |
| złoto  | Ariel Hernández |
| srebro | Chris Byrd      |
| brąz   | Chris Johnson   |
| brąz   | Lee Seung-bae   |

### Waga półciężka (– 81 kg)
| Medal  | Pięściarz            |
| ------ | -------------------- |
| złoto  | Torsten May          |
| srebro | Rostysław Zaułycznyj |
| brąz   | Wojciech Bartnik     |
| brąz   | Zoltán Béres         |

### Waga ciężka (– 91 kg)
| Medal  | Pięściarz         |
| ------ | ----------------- |
| złoto  | Félix Savón       |
| srebro | David Izonritei   |
| brąz   | Arnold Vanderlyde |
| brąz   | David Tua         |

### Waga superciężka (+ 91 kg)
| Medal  | Pięściarz         |
| ------ | ----------------- |
| złoto  | Roberto Balado    |
| srebro | Richard Igbineghu |
| brąz   | Brian Nielsen     |
| brąz   | Swilen Rusinow    |

## Tabela medalowa zawodów
| Poz. | Państwo           |    |    |    |    |
| ---- | ----------------- | -- | -- | -- | -- |
| 1    | Kuba              | 7  | 2  | 0  | 9  |
| 2    | Niemcy            | 2  | 1  | 1  | 4  |
| 3    | Stany Zjednoczone | 1  | 1  | 1  | 3  |
| 4    | Irlandia          | 1  | 1  | 0  | 2  |
| 5    | Korea Północna    | 1  | 0  | 1  | 2  |
| 6    | Nigeria           | 0  | 2  | 0  | 2  |
| 7    | Bułgaria          | 0  | 1  | 1  | 2  |
| 7    | Kanada            | 0  | 1  | 1  | 2  |
| 7    | WNP               | 0  | 1  | 1  | 2  |
| 7    | Holandia          | 0  | 1  | 1  | 2  |
| 11   | Hiszpania         | 0  | 1  | 0  | 1  |
| 12   | Węgry             | 0  | 0  | 3  | 3  |
| 13   | Korea Południowa  | 0  | 0  | 2  | 2  |
| 14   | Algieria          | 0  | 0  | 1  | 1  |
| 14   | Dania             | 0  | 0  | 1  | 1  |
| 14   | Filipiny          | 0  | 0  | 1  | 1  |
| 14   | Finlandia         | 0  | 0  | 1  | 1  |
| 14   | Maroko            | 0  | 0  | 1  | 1  |
| 14   | Mongolia          | 0  | 0  | 1  | 1  |
| 14   | Nowa Zelandia     | 0  | 0  | 1  | 1  |
| 14   | Polska            | 0  | 0  | 1  | 1  |
| 14   | Portoryko         | 0  | 0  | 1  | 1  |
| 14   | Wielka Brytania   | 0  | 0  | 1  | 1  |
| 14   | Rumunia           | 0  | 0  | 1  | 1  |
| 14   | Tajlandia         | 0  | 0  | 1  | 1  |
| Poz. | Łącznie           | 12 | 12 | 24 | 48 |

## Polscy pięściarze na zawodach
- Waga lekkomusza – Andrzej Rżany – odpadł w 1. rundzie, pokonany przez Rajendrę Prasana (6:12)
- Waga musza – Leszek Olszewski – odpadł w 1. rundzie, pokonany przez Raúla Gonzáleza (7:12)
- Waga kogucia – Robert Ciba – przegrał w 1. rundzie z Mohammedem Sabo przez RSC-3 w 2:27 min.
- Waga lekka – Dariusz Snarski – przegrał z Marco Rudolphem w 2. rundzie (1:10)
- Waga półśrednia – Wiesław Małyszko – przegrał z Césarem Augusto Ramozem w 1. rundzie (1:6)
- Waga średnia – Robert Buda – przegrał z Albertem Papilayą w 1. rundzie (5:11)
- Waga półciężka – Wojciech Bartnik –  zdobył brązowy medal, przegrywając z Torstenem Mayem (6:8) w półfinale
- Waga ciężka – Krzysztof Rojek – przegrał w 1. rundzie z Felixem Savonem przez RSC-2 w 1:12 min.